# Ярослав Боржита из Мартиниц

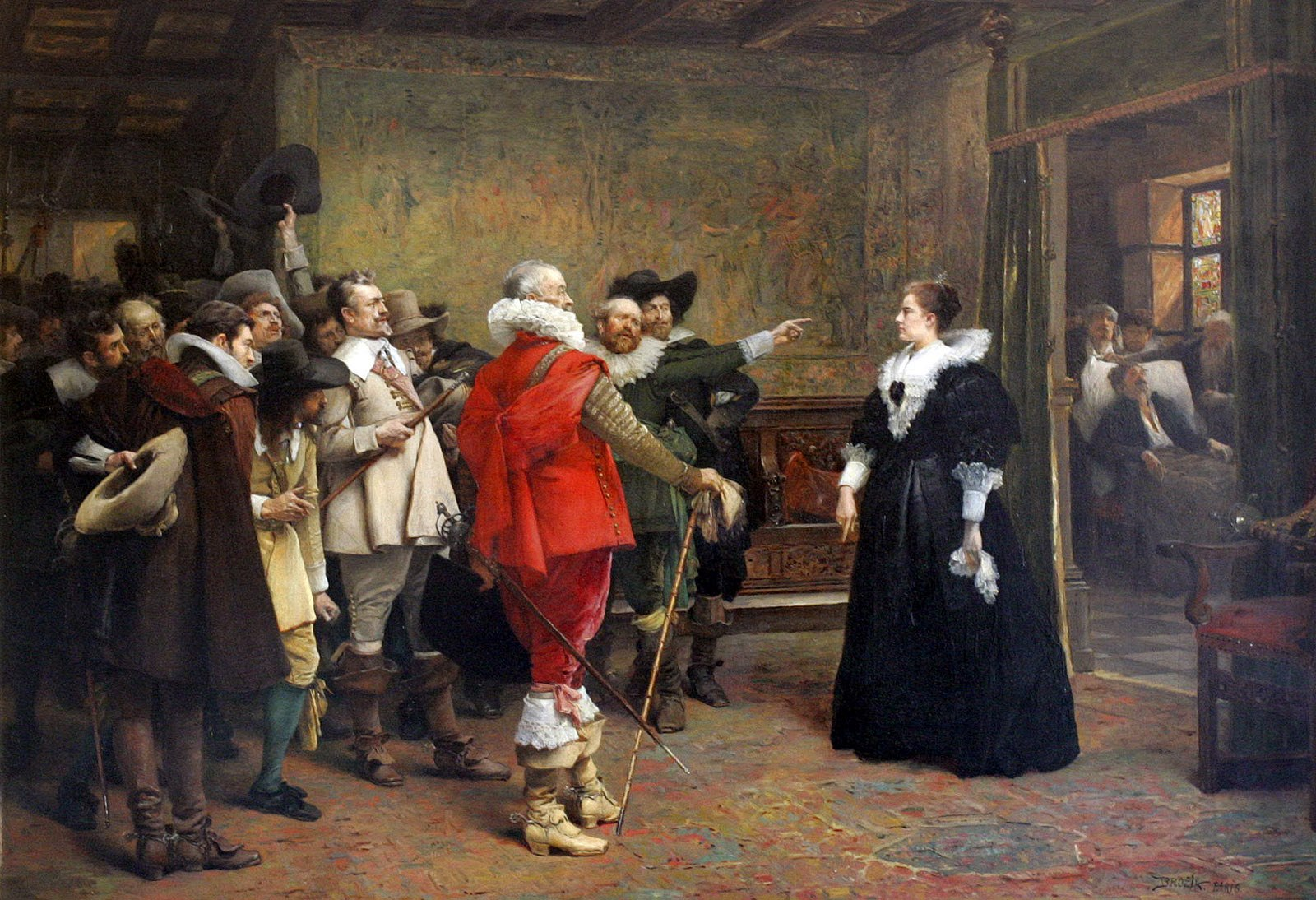
Вацлав Брожик. Поликсена из Лобковиц защищает в своём дворце Вилема Славату и Ярослава Боржиту из Мартиниц

Ярослав Боржита из Мартиниц (чеш. Jaroslav Bořita z Martinic; 6 января 1582 — 21 ноября 1649, Прага, Чешское королевство) — чешский аристократ, известный в первую очередь как жертва пражской дефенестрации 1618 года. Был одним из габсбургских наместников в Чехии, 23 мая 1618 года группа протестантских дворян выбросила его вместе с Вилемом Славатой из Хлума и Филиппом Фабрициусом из окна Старого королевского дворца. Все трое выжили; с этого начались восстание чешских сословий и Тридцатилетняя война. Боржита в 1621 году получил титул имперского графа, позже стал кавалером ордена Золотого руна. С 1638 года он занимал должность высочайшего бургграфа Чешского королевства.

## Биография
Ярослав Боржита из Мартиниц родился в 1582 году в чешской дворянской семье. Его отец, носивший то же имя, долго жил в Венгрии и был советником эрцгерцога Эрнста Австрийского, мать принадлежала к роду Дасицких из Берхова. Ярослав-старший умер в год рождения сына, и последний оказался под опекой Адама из Штернберка и Кунца фон Сенфтенау. Юность Ярослав провёл при императорском дворе, где стал любимцем Рудольфа II. В 1603 году он стал придворным советником, в 1609 — маршалом, в 1616 — бургграфом Карлштейна и одним из королевских наместников в Чехии. Ярослав считался одним из руководителей ультракатолической придворной группировки, которую называли «испанской партией».
В 1618 году, когда религиозная борьба в Чехии в очередной раз обострилась, протестанты решили, что именно Ярослав настраивает нового короля Фердинанда II против их веры. 23 мая группа дворян во главе с графом Турном ворвалась в Старый королевский дворец в Градчанах, где заседали наместники, и после словесной перепалки выбросила в окно с 15-метровой высоты Ярослава, ещё одного наместника-ультракатолика Вилема Славату и секретаря канцелярии Филиппа Фабрициуса. Это событие известно как «Вторая пражская дефенестрация».
Известно, что Ярослава выбросили в окно первым. Все трое дефенестрированных остались в живых, но Славата разбил голову и ненадолго потерял сознание; Ярослав помог ему выбраться из рва и добраться до расположенного неподалёку дворца его родственницы Поликсены Лобковиц. Туда в тот же день явились и протестанты во главе с Турном: они потребовали выдачи Славаты и Мартиница, но получили отказ.
Попытка убить наместников означала открытый разрыв между чешскими сословиями и династией Габсбургов. Прямым следствием этого события стала война, переросшая в общеевропейский конфликт («Тридцатилетнюю войну»). О дефенестрации писали по всей Европе, причём протестанты утверждали, что наместники спаслись, упав в навозную кучу, а католики — что Мартиница, Славату и Фабрициуса уберегла от гибели Дева Мария. Предположительно всё дело в холодной майской погоде, из-за которой на наместниках была длинная и плотная одежда, и в пологом откосе дворцовой стены.
Ярослав той же ночью бежал из Праги — сначала в Пассау, потом в Мюнхен. Новое правительство конфисковало все его владения, но Фердинанд, установив контроль над Чехией в конце 1620 года, вернул ему и земли, и должности, и пожаловал ему титул имперского графа (1621). Венцом карьеры Ярослава из Мартиниц стала должность высочайшего бургграфа Чешского королевства, полученная в 1638 году. 12 июля 1648 года, когда шведы взяли Прагу в самом конце Тридцатилетней войны, Ярослав был ранен и попал в плен. Он умер спустя год.

## Семья
Ярослав из Мартиниц был женат четыре раза. Его первой женой стала (12 февраля 1601 года) Мария Эусебия из Штернберка (дочь Адама из Штернберка и Евы из Лобковиц), в браке с которой родились семь сыновей и семь дочерей. В их числе были:
- Йиржи Адам (1602—1651)[4];
- Бернанд Игнац Ян (умер в 1685)[4];
- Барбара Эусебия (умерла в 1656), жена графа Сезимы Яна из Вртбы и Кристиана Вильгельма Бранденбургского;
- Эльжбета Корона;
- Урсула Поликсена (умерла до 1681), жена графа Вацлава Йиржи Голицкого из Штернберка;
- Луция Отилия (1609—1651), жена Ульриха Франца Коловрата;
- Вацлав Франц (1611 — ?);
- Максимилиан Валентин (1612—1677);
- Катажина Людмила, монахиня;
- Йоханна Ева (1616—1619);
- Ярослав (1618—1636);
- Фердинанд Леопольд Бенно (1619—1691).

После смерти Марии Эусебии в 1634 году Ярослав последовательно состоял в браке с Марией Магдаленой из Вртби (умерла в 1643), с Катариной Людмилой из Талачко и с Хеленой Барбарой Костомлацкой из Вршовиц.